# Eric Washington (cestista 1993)
Eric Gerard Washington (Columbia, 23 giugno 1993) è un cestista statunitense naturalizzato maltese, di ruolo playmaker, professionista in Europa e nella NBA G League, attualmente impegnato nella Serie A2 con la JuVi Cremona.

## Carriera

### College
Nato a Columbia, South Carolina, inizia ad allenarsi alla Keenan High School, prima di entrare al Presbyterian College di Clinton, sempre nella South Carolina, nel 2013, dove ha giocato per due stagioni con i Presbyterian Blue Hose, dal 2011 al 2013.
Dopo una stagione senza successi, nel 2014 si è trasferito all'Università di Miami, nello stato dell'Ohio, dove ha giocato per due stagioni NCAA con i Miami RedHawks, dal 2014 al 2016.

### Professionista
Non essendo stato selezionato nel Draft NBA del 2016, il 12 ottobre 2016 ha firmato con l'Enosis Neon Paralimni B.C. della Cyprus Basketball Division 1.